# Nunataki Obduvaemye
Nunataki Obduvaemye är en nunatak i Antarktis. Den ligger i Östantarktis. Australien gör anspråk på området. Toppen på Nunataki Obduvaemye är 1 645 meter över havet.
Terrängen runt Nunataki Obduvaemye är huvudsakligen lite kuperad. Trakten är obefolkad. Det finns inga samhällen i närheten.